# Daryl K. (Doc) Seaman Trophy
Daryl K. (Doc) Seaman Trophy je hokejová trofej udělovaná každoročně hráči juniorské ligy Western Hockey League, který nejlépe skloubí vynikající studijní a sportovní výsledky. Trofej je pojmenována po doktoru Darylu K. Seamanovi, který se po dlouhá léta snažil zvýšit studijní úroveň v kanadských hokejových juniorských ligách.

## Držitelé Daryl K. (Doc) Seaman Trophy
- Hokejisté na modrém pozadí vyhráli také CHL Scholastic Player of the Year.

| Sezóna  | Jméno              | Tým                   |
| ------- | ------------------ | --------------------- |
| 2013–14 | Nelson Nogier      | Saskatoon Blades      |
| 2012–13 | Josh Morrissey     | Prince Albert Raiders |
| 2011–12 | Reid Gow           | Spokane Chiefs        |
| 2010–11 | Colin Smith        | Kamloops Blazers      |
| 2009–10 | Adam Lowry         | Swift Current Broncos |
| 2008–09 | Stefan Elliott     | Saskatoon Blades      |
| 2007–08 | Jordan Eberle      | Regina Pats           |
| 2006–07 | Keith Aulie        | Brandon Wheat Kings   |
| 2005–06 | Brennen Wray       | Moose Jaw Warriors    |
| 2004–05 | Gilbert Brule      | Vancouver Giants      |
| 2003–04 | Devan Dubnyk       | Kamloops Blazers      |
| 2002–03 | Brett Dickie       | Brandon Wheat Kings   |
| 2001–02 | Tyler Metcalfe     | Seattle Thunderbirds  |
| 2000–01 | Dan Hulak          | Portland Winter Hawks |
| 1999–00 | Chris Nielsen      | Calgary Hitmen        |
| 1998–99 | Chris Nielsen      | Calgary Hitmen        |
| 1997–98 | Kyle Rossiter      | Spokane Chiefs        |
| 1996–97 | Stefan Cherneski   | Brandon Wheat Kings   |
| 1995–96 | Bryce Salvador     | Lethbridge Hurricanes |
| 1994–95 | Perry Johnson      | Regina Pats           |
| 1993–94 | Byron Penstock     | Brandon Wheat Kings   |
| 1992–93 | David Trofimenkoff | Lethbridge Hurricanes |
| 1991–92 | Ashley Buckberger  | Swift Current Broncos |
| 1990–91 | Scott Niedermayer  | Kamloops Blazers      |
| 1989–90 | Jeff Nelson        | Prince Albert Raiders |
| 1988–89 | Jeff Nelson        | Prince Albert Raiders |
| 1987–88 | Kevin Cheveldayoff | Brandon Wheat Kings   |
| 1986–87 | Casey McMillan     | Lethbridge Hurricanes |
| 1985–86 | Mark Janssens      | Regina Pats           |
| 1984–85 | Mark Janssens      | Regina Pats           |
| 1983–84 | Ken Baumgartner    | Prince Albert Raiders |